# افسانه‌های از: بازگشت دوروتی
افسانه‌های از: بازگشت دوروتی (انگلیسی: Legends of Oz: Dorothy's Return) یک فیلم انیمیشن در ژانر موزیکال و فانتزی به کارگردانی دانیل سنت پیر است که در سال ۲۰۱۳ منتشر شد.

## بازیگران
- لی میشل
- دن اکروید
- جیم بلوشی
- کلسی گرمر
- هیو دنسی
- مگان هیلتی
- مارتین شورت
- پاتریک استوارت
- اولیور پلات
- برنادت پیترز
- بانی رایت
- برایان بلسد
- دبی دری‌بری
- تام کنی
- داگلاس هاج